# Xanthorhoe petropola
Xanthorhoe petropola är en fjärilsart som beskrevs av Edward Meyrick 1883. Xanthorhoe petropola ingår i släktet Xanthorhoe och familjen mätare. Inga underarter finns listade i Catalogue of Life.